# Bernard Ier de Bade
 (octobre 2024).
Pour les articles homonymes, voir Bernard Ier.
Bernard Ier de Bade (Bernhard I von Baden), né en 1364, décédé le 5 avril 1431 à Baden-Baden.
Il fut margrave de Bade de 1372 à 1431.  

## Famille
- Fils de Rodolphe VI de Bade et de Mathilde de Sponheim.

Bernard Ier de Bade épouse en 1384 Marguerite d'Hohenberg (morte en 1419), ils divorcèrent en 1393, (fille du comte Rodolphe III d'Hohenberg-Hohenberg).
Le 15 septembre 1397 Bernard Ier de Bade épousa Anne d'Oettingen (1380-1436), fille de Louis XI d'Oettingen et de Béatrice d'Helfenstein.
Dix enfants sont nés de cette union :
- Anne de Bade (1399-1421), en 1409 elle épousa Louis IV de Lichtenberg
- Béatrix de Bade (1400-1452), en 1411 elle épousa Emich VII de Leiningen-Hartenberg (mort en 1452)
- Mathilde de Bade (1401-1402)
- Marguerite de Bade (1404-1442), en 1418 elle épousa le comte Adolphe II de Nassau, comte de Nassau-Wiesbaden-Idstein (1386-1426)
- Jacques Ier, margrave de Bade-Bade épouse Catherine de Lorraine
- Agnès de Bade (en) (1408-1473), en 1432 elle épousa le comte Gérard VII de Holstein-Rendsbourg, veuve en 1433 elle épouse Hans Hewen (mort en 1467)
- Ursula de Bade (1409-1429), en 1422 elle épousa le comte Gottfried de Ziegenbein (mort en 1425), veuve elle épousa en 1426 le duc Ulrich III de Teck (mort en 1432)
- Bernard II de Bade (1412-1424)
- Brigitte de Bade (1416-1441), elle entra dans les ordres
- Rodolphe de Bade (1417-1424)

Outre ses dix enfants il eut deux enfants illégitimes : Bernard et Anne qui épousa Paul Lutran d'Ertrin.

## Biographie
Bernard Ier de Bade fut un margrave de Bade-Bade, il appartint à la première branche de la Maison de Bade, elle-même issue de la première branche de la maison de Zähringen. En 1380, Bernard Ier de Bade et son frère cadet Rodolphe VII de Bade signèrent un traité stipulant que le margraviat de Bade pourrait être divisé parmi les descendants masculin sur les deux générations à venir. Rodolphe VII de Bade obtint Ettlingen et Rastadt, Bernard Ier de Bade quant à lui reçut Durlach et Pforzheim.
Bernard Ier de Bade installa sa cour dans le château forteresse de Hohenbaden. Au cours de son règne il agrandit son château et l'agrémenta d'un style gothique. Au cours de son règne, Bernard Ier de Bade fut en conflit avec Strasbourg, Spire et l'électeur Robert Ier du Saint-Empire. Pour la somme de quatre-vingt mille florins, en 1415 son lointain cousin Othon II de Bade-Hachberg, sans héritier, lui vend  Hachberg et quelques terres dans l'Oberland.

## Sources
- Anthony Stokvis, Manuel d'histoire, de généalogie et de chronologie de tous les États du globe,depuis les temps les plus reculés jusqu'à nos jours, préf. H. F. Wijnman, Israël, 1966, Chapitre VIII. « Généalogie de la Maison de Bade, I. »  tableau généalogique no 105.
- Jiří Louda & Michael Maclagan, Les Dynasties d'Europe, Bordas, Paris 1981  (ISBN 2040128735) « Bade Aperçu général  », Tableau 106 & p. 210.